# Балка Суха (пам'ятка природи)
Ба́лка Суха́ — ботанічна пам'ятка природи місцевого значення. Розташована в Ясинуватському районі Донецької області біля села Суха Балка. Статус пам'ятки природи присвоєно рішенням облвиконкому № 7 від 9 січня 1991 року. Площа — 150 га. На території Балки Сухої зростає 38 видів лікарських рослин. Три види з рослин, що зростають тут, занесені до Червоної книги України — ковила волосиста, ковила Лессінга, ковила українська.